# Erwin Freundlich
Erwin Freundlich (alemany: Erwin Finlay-Freundlich)  (Biebrich, 29 de maig de 1885 - Wiesbaden, 24 de juliol de 1964) va ser un matemàtic i astrònom jueu alemany.

## Vida i Obra
Fill d'un fabricant jueu alemany, la seva mare era britànica i va ser educat com a protestant. El seu germà gran va ser el conegut químic Herbert Freundlich. Va acabar els seus estudis secundaris a la Diltheyschule de Wiesbaden el 1903 i, després d'un semestre treballant a la drassana d'AG Vulcan, a Stettin, va començar els estudis de construcció naval a la universitat Tècnica de Berlín, però els va abandonar el 1905 per estudiar matemàtiques a la universitat de Göttingen en la qual es va doctorar el 1910 sota la direcció de Felix Klein.
Per recomanació de Klein, li van oferir una plaça d'assistent a l'observatori de Berlín i, quan Freundlich li va protestar a Klein que ell no sabia d'astronomia, Klein li va respondre: Vostè no ha vingut a la universitat per aprendre-ho tot, sinó per aprendre cóm aprendre-ho tot. Vagi-se'n a Berlín. A l'observatori, i amb contacte amb Albert Einstein, va estar reballant en els tres tests clàssics de la teoria de la relativitat: l'òrbita al periheli de Mercuri, el desplaçament cap al roig gravitatori i la deflexió de la llum per un cos massiu; sobre tot, en els dos últims. A partir de 1911 va tenir uns estreta col·laboració amb Einstein.

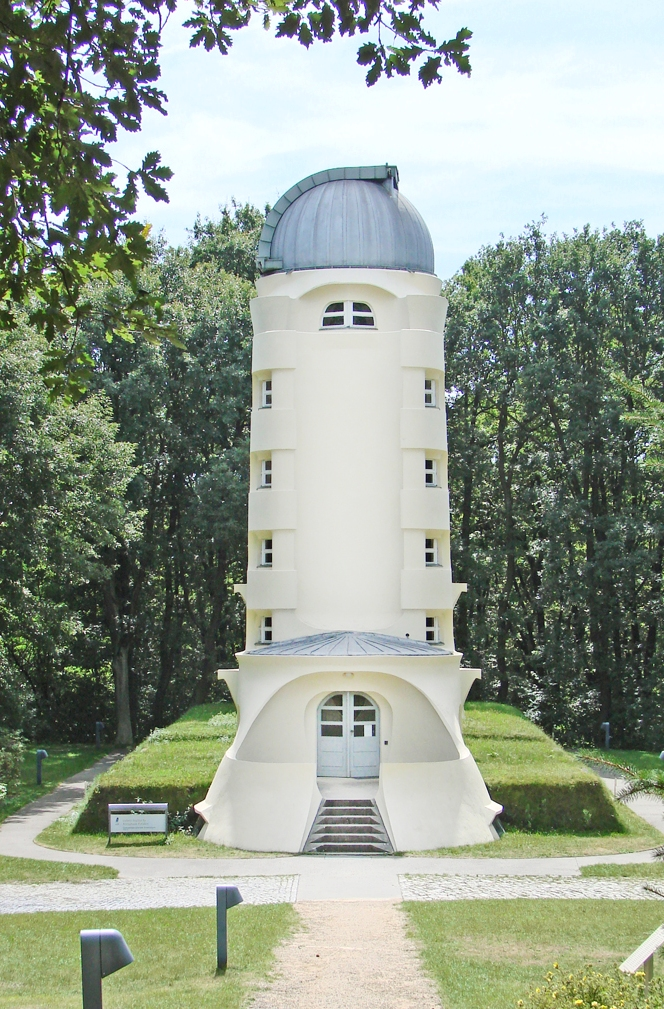
La Torre Einstein a Potsdam.

El 1914 Va comandar una expedició per fer observacions del eclipsi de Sol a Crimea, però en esclatar la Primera Guerra Mundial, va ser detingut amb els seus col·laboradors a Odessa, sospitosos de ser espies alemanys. Afortunadament van ser alliberats al cap de poc temps. El 1920, en crear-se el observatori astrofísic de Potsdam, anomenat popularment Torre Einstein, ell en va esdevenir l'investigador principal. Però el 1933, en arribar els nazis al poder, va ser denunciat pels seus propis col·legues de l'observatori per ser un anti-germànic descedent de jueus. Obligat per les circumstàncies, va abandonar Alemanya; de 1933 a 1937 va ser professor a la universitat d'Istanbul i de 1937 a 1939 a la universitat Carolina de Praga. En esclatar la Segona Guerra Mundial va marxar als Països Baixos mentre rebia una proposta de la universitat de St Andrews (Escòcia) que va acceptar immediatament. Des d'aquest moment va utilitzar sistemàticament el seu cognom matern, Finlay (de origen escocès), en tots els seus escrits, posposant el seu cognom alemany. Va ser professor titular d'astronomia a St. Andrews fins al 1951, en que va passar a ser professor emèrit.
El 1957 va retornar a Alemanya, concretament a Wiesbaden, molt a prop del seu lloc de naixement, i va ser nomenat professor honorari de la universitat de Magúncia.